# بخش لسه‌بو
بخش لسه‌بو (به سوئدی: Lessebo kommun) یک ناحیه شهری در سوئد است که در شهرستان کرونوبری واقع شده‌است.